# NGC 1518
NGC 1518 je galaksija u zviježđu Eridanu.

## Vanjske poveznice
- SEDS: NGC 1518